# 短吻海蠋魚
短吻海蠋魚（学名：Halicampus spinirostris）为輻鰭魚綱棘背魚目海龍魚科的其中一種，分布於印度太平洋區，包括斯里蘭卡、印尼、澳洲、越南、台灣及美屬薩摩亞等海域，棲息深度5-10公尺，體長可達12公分，棲息在珊瑚礁區或岩礁區，卵胎生。

## 外部連結
- 短吻海蠋魚的圖片